# Ottavio Magnanini
Ottavio Magnanini (Firenze, 1574 – Ferrara, 1652) è stato uno scrittore italiano, figlio di Giovan Filippo, che fu accademico della Crusca col nome di Avvampato.
La famiglia dei Magnanini, come risulta da una lettera di Francesco Sansovino nel settimo libro del suo Secretario, passò da Firenze a Fanano, poi visse a Ferrara, dove  si estinse.  Ottavio Magnanini si chiamò col nome accademico di Arsiccio Accademico Ricreduto.

## Scritti
- Relazione del torneo a cavallo e a piedi , pubblicata a Ferrara da Vittorio Baldini Stampatore Camerale nel 1612. Il  torneo si svolse a Ferrara, per ordine dell'Accademia; nella relazione il Magnanini descrive le livree dei cavalieri combattenti.
- Discorsi sopra gli Intermezzi di Battista Guarini nella favola pescatoria Alceo di Antonio Ongaro di Padova, pubblicata a Ferrara da Vittorio Baldini nel 1614.
- Lezioni accademiche sopra gli occhi della donna, pubblicata a Ferrara da Francesco Suzzi Stampatore Camerale nel 1639.
- Del Convito, stampato a Ferrara da Francesco Suzzi Stampatore Camerale nel 1640